# Crawley
Crawley é uma cidade dos subúrbios de Londres no distrito de West Sussex, Inglaterra, localizada próximo ao segundo maior aeroporto do Reino Unido, Gatwick, que desempenha um papel de enorme relevo no desenvolvimento da economia e da cidade. Está localizada numa área habitada desde a Idade da Pedra.
A banda inglesa The Cure é originária desta cidade.